# Paraclius zonatus
Paraclius zonatus är en tvåvingeart som beskrevs av Octave Parent 1931. Paraclius zonatus ingår i släktet Paraclius och familjen styltflugor. Inga underarter finns listade i Catalogue of Life.